# Dây chăng ba
Dây chăng ba hay đậu mèo ngắt đoạn, móc mèo gián đoạn (danh pháp: Mucuna interrupta) là loài thực vật có hoa trong họ Đậu. Loài này được Gagnep. miêu tả khoa học đầu tiên.